# Пломінь (літературний клуб)
Пломінь — український культурно-освітній проєкт, що існує у форматі медіа, лекторію, бібліотеки та видавництва в Києві.
«Пломінь» організовує зустрічі з літературознавцями, філософами, та сучасними поетами. На базі клубу також відбуваються презентації книг.
В межах лекторію виступали кандидати філософських наук Сергій Капранов, сходознавець Юрій Завгородній, Віталій Щепанський, Святослав Вишинський, Руслан Халіков, Олександр Маслак, Олена Семеняка, кандидат політичних наук Роман Коршук і Юрій Михальчишин, доктор філософських наук Тетяна Глушко, кандидат історичних наук Роман Пономаренко, літературознавець Остап Українець, дослідник середньовічної іконографії Сергій Зотов, перекладач і дослідник алхімії та герметизму Гліб Бутузов тощо. Також «Пломінь» організував лекцію в Києві для відомого британського історика та дослідника традиціоналізму Марка Седжвіка.

## Створення
Проєкт заснований у 2016 році ветераном російсько-української війни — Євгеном Врядником.

Назва літературного клубу «Пломінь» походить із авторського перекладу вірша філософа Фрідріха Ніцше «Ecce Homo», котрий зазначено в передмові до книги «Весела наука»:
«Знаю, хто я: я палаю
Невтоленний, сам згораю.
У вогні своїх бажань.
Що схоплю — вогнем засяє
Кину — в попіл, і зникає
Пломінь я — нема вагань». 
Організатори вказують, що «цей вірш — заповіт та внутрішній життєвий закон європейської людини. Адже бути європейцем — це бути причетним, бути дієвим, згорати у полум'ї повноти життя та могутності духу».

## Лекторій
Тематика лекцій літературного клубу — філософська та історична.

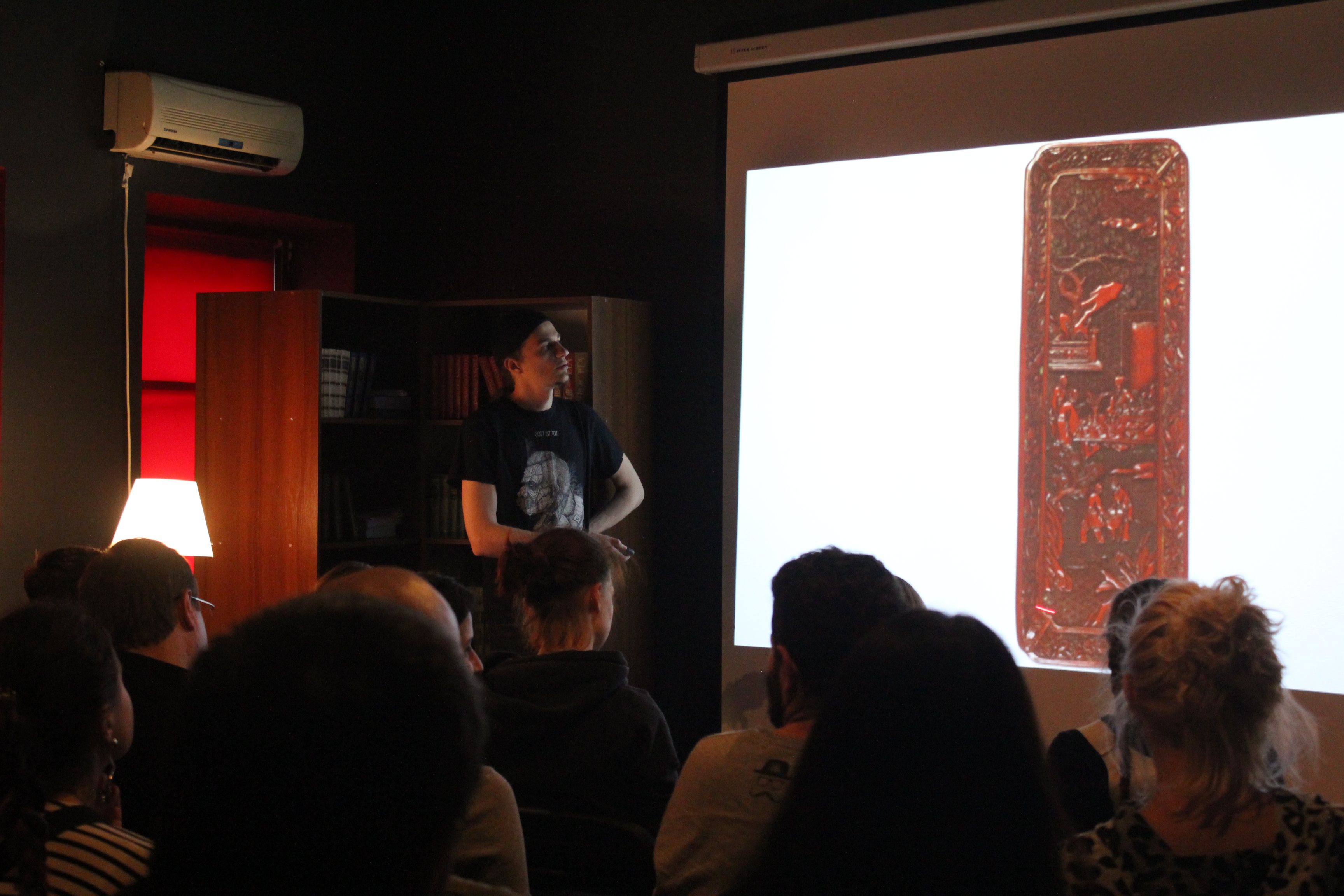
Лекція дослідника середньовічної іконографії Сергія Зотова (Пломінь, 20.04.2019)

Відкриття літературного клубу відбулось 3 вересня 2016 року з лекцією Святослава Вишинського про філософію Фрідріха Ніцше.
Релігієзнавець Руслан Халіков прочитав у літературному клубі курс лекцій з історії ідеї традиціоналізму в Європі. «Ці лекції присвячені більш вузькому питанню: традиціоналізму як інтелектуальній течії. Від Великої французької революції деякі люди виступали за прогрес і модернізацію, а інші — за повернення до витоків. З того часу до XX століття викристалізувалася тенденція інтелектуальних пошуків традицій, того, що було до модерну, до чого слід повернутися», — прокоментував лектор в інтерв'ю.
В літературному клубі також проходили заходи, присвячені французькому історику Домініку Веннеру.
Олена Семеняка, аспірантка Києво-Могилянської академії у своєму блозі написала детальний відгук про лекцію японознавця Сергія Капранова «Юкіо Місіма: останній самурай».
Взимку та навесні 2020 в лекторії був проведений цикл лекцій голови Української природоохоронної групи, молодшого наукового співробітника відділу моніторингу та охорони тваринного світу Інституту зоології імені І. І. Шмальгаузена НАН України Олексія Василюка, присвячених екологічній проблематиці: історію охорони природи у світі та в Україні зокрема, види заповідних територій, проблеми землекористування тощо.
Окрім лекцій, у літературному клубі також організовуються виставки сучасних українських художників, як-от художника-анімаліста Ігоря Землянських, Христини Макаренко, Руслана Лубинського. А також художні ярмарки за участі багатьох митців та благодійні майстер-класи.

## Видавництво «Пломінь»
2018 року команда заснувала однойменне книжкове видавництво «Пломінь». Першою опублікованою книгою видавництва став український переклад збірки німецького письменника та військовика Ернста Юнґера «Вогонь і кров». На презентації книги в Києві також виступив перший командир полку «Азов» Андрій Білецький.
Тематика книг видавництва: філософія, військова мемуаристика, дослідження міфу, антилітература, традиціоналізм.
Команда видавництва дбає про художній і поліграфічний рівень видань, працюючи з молодими художниками й ілюстраторами. Серед них Вадим Чорний, Руслан Лубинський, Дмитро Журавель.
Видавництво також активно займається благодійністю: книги відправляють українським військовослужбовцям та солдатам, які перебувають на реабілітації у медичних закладах.

Літературознавець Богдан Пастух відзначає, що молоде видавництво входить до видавничого сегмента, що спеціалізується «насамперед на літературі, пов'язаній з військовою тематикою та історією». На його думку, подібні ініціативи закликають
...говорити про нашу історію крізь нашу свідомість, читати і думати про своє, а не бігати байгушами, випрошуючи моделі розуміння власної країни в інших.

24 березня 2022 року під час штурму села Лук'янівка, що на Київщині, редактор і перекладач видавництва Сергій Заїковський трагічно загинув у танковій дуелі. У видавництві прокоментували загибель друга та колеги:
Талановитий український історик, перекладач, публіцист. Наш друг та ідейний сподвижник. Завжди з гострим поглядом, незмінною іронією та блискучою ерудицією. Не буде перебільшенням сказати, що без нього видавництва «Пломінь» не було б.